# ایسترانا
ایسترانا (به ایتالیایی: Istrana) یک کومونه در ایتالیا است که در استان ترویزو واقع شده‌است.

## خصوصیات
ایسترانا ۲۶٫۳ کیلومترمربع مساحت و ۸٬۲۲۳ نفر جمعیت دارد و ۳۸ متر بالاتر از سطح دریا واقع شده‌است.

## خواهرخوانده
شهرهای Lapa و نارنجک خواهرخوانده‌های ایسترانا هستند.